# Macrocalamus schulzi
Macrocalamus schulzi là một loài rắn trong họ Rắn nước. Loài này được Vogel & David miêu tả khoa học đầu tiên năm 1999.